# 이르지 베란 (펜싱 선수)
이르지 베란(체코어: Jiří Beran, 1982년 1월 18일~)은 체코의 펜싱 선수로 주 종목은 에페이다. 2024년 하계 올림픽에서 에페 단체전 동메달을 획득했다.

## 개인사
베란은 프라하 체코 공과대학교에서 토목공학을 전공했다.